# Łucznictwo na Letnich Igrzyskach Olimpijskich 2000

## Mężczyźni

### indywidualnie
| Lp. | Państwo           | Zawodnik          |
| --- | ----------------- | ----------------- |
| 1   | Australia         | Simon Fairweather |
| 2   | Stany Zjednoczone | Vic Wunderle      |
| 3   | Holandia          | Wietse van Alten  |

### drużynowo
| Lp. | Państwo           | Zawodnicy                                      |
| --- | ----------------- | ---------------------------------------------- |
| 1   | Korea Południowa  | Jang Yong-ho Kim Chung-tae Oh Kyo-moon         |
| 2   | Włochy            | Matteo Bisiani Ilario Di Buò Michele Frangilli |
| 3   | Stany Zjednoczone | Butch Johnson Rod White Vic Wunderle           |

## Kobiety

### indywidualnie
| Lp. | Państwo          | Zawodniczka   |
| --- | ---------------- | ------------- |
| 1   | Korea Południowa | Yun Mi-jin    |
| 2   | Korea Południowa | Kim Nam-soon  |
| 3   | Korea Południowa | Kim Soo-nyung |

### drużynowo
| Lp. | Państwo          | Zawodniczki                                         |
| --- | ---------------- | --------------------------------------------------- |
| 1   | Korea Południowa | Kim Nam-soon Kim Soo-nyung Yun Mi-jin               |
| 2   | Ukraina          | Natalija Burdejna Ołena Sadownycza Kateryna Serdiuk |
| 3   | Niemcy           | Barbara Mensing Cornelia Pfohl Sandra Wagner-Sachse |